# Шарикова Зоя Кирилівна
Зоя Кири́лівна Ша́рикова (нар. 11 травня 1955, с. Іванівка, Херсонська область) — українська журналістка. Заслужений журналіст України (2005).
Членкиня Національної спілки журналістів України.

## Життєпис
Народилася в селі Іванівка (нині смт Іванівка) на Херсонщині. Здобула вищу освіту на факультеті журналістики Київського державного університету імені Тараса Шевченка, який закінчила 1977 року. В студентські роки мала прізвище Плехун.
Працювала в Іванівській районній газеті «Нове життя» старшим літпрацівником (1971—1977). У 1977—1990 роках — кореспондент, старший кореспондент, завідувач відділу газети «Київська правда»; 1990—1994 — редактор І категорії Редакційно-видавничого відділу Верховної Ради України; з 1994 — старший консультант Комітету Верховної Ради України з законодавчого забезпечення свободи слова. З грудня 1997 по вересень 1999 року обіймала посаду керівника пресслужби Центральної виборчої комісії. На початку 2000-х певний час була прессекретарем голови Всеукраїнського політичного об'єднання «Єдина Родина» Олександра Ржавського. У березні 2005-го повернулася на посаду керівника пресслужби, а згодом (після внесення змін до структури Секретаріату Комісії) — заввідділу взаємодії із засобами масової інформації Секретаріату Центральної виборчої комісії. Державний службовець 3-го рангу.
Співпрацювала з газетами «Голос України», «Київська правда», «Міст» та ін. Автор інформаційно-аналітичного видання «Парламент України: вибори-98», співавтор збірників з питань законодавчого забезпечення свободи слова.
Спеціалізація в журналістиці — культура, мистецтво, забезпечення свободи слова. Захоплення — туризм, музика.
Проживає в Києві.

## Громадська діяльність
Секретар НСЖУ (з травня 2017 року). Членкиня правління Київської організації НСЖУ. Водночас у 2015—2017 роках — членкиня Комісії з журналістської етики (КЖЕ), з 2017 року — голова ревізійної комісії КЖЕ. Членкиня Громадської ради при Комітеті Верховної Ради України з питань свободи слова (з 2024).
Членкиня редакційної ради журналу «Журналіст України» (з 2017).
Членкиня журі творчих конкурсів НСЖУ, серед них — «Інформаційна передова-2022» в номінації «Журналісти-волонтери».

## Нагороди, відзнаки
- Почесне звання Заслужений журналіст України (2005).
- Почесна грамота Кабінету Міністрів України.
- Почесна грамота Центральної виборчої комісії.
- Почесна грамота Київського міського голови.